# A Woman a Man Walked By
A Woman a Man Walked By – album PJ Harvey i Johna Parisha. To drugi wspólnie nagrany album po Dance Hall at Louse Point wydanym w 1996 roku. Premiera odbyła się 30 marca 2009.
Album został nagrany w Bristolu i Dorset. Składa się z dziesięciu nowych utworów, do których muzykę napisał John Parish a teksty PJ Harvey.
Pierwszy singel promujący album, „Black Hearted Love”, miał premierę 2 Marca 2009 podczas Zane Lowe Show w BBC Radio 1.

## Lista utworów
| 1.  | „Black Hearted Love”                                                        | 4:40  |
|     |                                                                             |       |
| 2.  | „Sixteen, Fifteen, Fourteen”                                                | 3:35  |
|     |                                                                             |       |
| 3.  | „Leaving California”                                                        | 3:56  |
|     |                                                                             |       |
| 4.  | „The Chair”                                                                 | 2:29  |
|     |                                                                             |       |
| 5.  | „April”                                                                     | 4:41  |
|     |                                                                             |       |
| 6.  | „A Woman a Man Walked By / The Crow Knows Where All the Little Children Go” | 4:47  |
|     |                                                                             |       |
| 7.  | „The Soldier”                                                               | 3:55  |
|     |                                                                             |       |
| 8.  | „Pig Will Not”                                                              | 3:50  |
|     |                                                                             |       |
| 9.  | „Passionless, Pointless”                                                    | 4:19  |
|     |                                                                             |       |
| 10. | „Cracks in the Canvas”                                                      | 1:54  |
|     |                                                                             |       |
|     |                                                                             | 38:06 |
|     |                                                                             |       |

## Twórcy
- Polly Jean Harvey – teksty i śpiew, produkcja muzyczna
- John Parish – gitary, śpiew, produkcja muzyczna
- Eric Drew Feldman – instrumenty klawiszowe
- Carla Azar – perkusja
- Giovanni Ferrario – gitara basowa
- Jean-Marc Butty – perkusja

## Pozycje na listach
| Lista | Kraj   | Pozycja |
| ----- | ------ | ------- |
| OLiS  | Polska | 50      |